# Internationales Eisenbahntransportkomitee
Das Internationale Eisenbahntransportkomitee (International Rail Transport Committee / Comité international des transports ferroviaires – CIT) ist ein Verband von Eisenbahnverkehrs- und Schifffahrtsunternehmen, die grenzüberschreitend tätig sind. Die Organisation betreut zwei internationale Abkommen zum grenzüberschreitenden Eisenbahnverkehr, hat ihren Sitz in Bern und unterliegt Schweizer Recht.

## Geschichte
Nachdem 1893 das Internationale Übereinkommen über den Güterverkehr für den internationalen Schienenverkehr (1. Berner Übereinkommen) in Kraft getreten war, erschien es wichtig, die internationale Kooperation auf diesem Gebiet zu verstärken. Das führte 1902 dazu, dass das CIT gegründet wurde. Bis 1914 nahm das CIT seine Aufgaben im Rahmen der Österreichischen Staatsbahnen wahr.
Nach dem Ersten Weltkrieg wurde das CIT in die Obhut der neutralen Schweiz und der Schweizerischen Bundesbahnen gegeben und es nahm seinen Sitz in Bern. Als 1928 das Internationale Übereinkommen über die Beförderung von Reisenden und Gepäck mit der Eisenbahn in Kraft trat, wurde die CIT auch hierfür zuständig.
2004 wurde das CIT rechtlich in eine eigenständige juristische Person umgegründet.
Mit der Organisation für die Zusammenarbeit der Eisenbahnen (OSShD) besteht seit 2015 eine Kooperation.

## Aufgaben
Die CIT will die einheitliche Anwendung der genannten internationalen Übereinkommen sicherstellen und den beteiligten Bahnen Hilfestellung bei deren Umsetzung leisten. Auch die Anpassung der Abkommen an geänderte Umstände ist ein wichtiger Teil der Arbeit. Die letzte große Anpassung erfolgte in den 1990er Jahren, als die Konventionen der Richtlinie 91/440/EEC der Europäischen Wirtschaftsgemeinschaft angepasst wurden.

## Organisation
Die CIT ist ein Verband von mehr als 200 Eisenbahnverkehrs- und Schifffahrtsunternehmen, die grenzüberschreitenden Personen und Güterverkehr betreiben. Deren Generalversammlung tritt einmal im Jahr zusammen und entscheidet über grundsätzliche Fragen, das Budget der Organisation und befindet über die Rechnungslegung. Der Generalversammlung sind Komitees für Fachfragen nachgeordnet, der Arbeitsgruppen für einzelne Projekte zuarbeiten. Es gibt je ein Fachkomitee für
- Reiseverkehr,
- Güterverkehr und
- Nutzung der Eisenbahninfrastruktur.[4]

Das Exekutivkomitee des CIT entscheidet in Fragen von nicht grundsätzlicher Bedeutung, koordiniert die Verwaltung und ist das höchste Organ außerhalb der Zeiten, in denen die Generalversammlung zusammentritt. Es bereitet die Sitzungen der Generalversammlung, das Budget und die Rechnungslegung vor, gibt Stellungnahmen zu den Komitee-Entwürfen zum Eisenbahnrecht ab, verwaltet das Personal der Organisation und kontrolliert die Arbeit des Generalsekretärs. Es tritt in der Regel zwei Mal im Jahr zusammen.
Der Generalsekretär der CIT führt die Tagesgeschäfte der Organisation.